# Pierre Fossey
Pour les articles homonymes, voir Fossey.
Pierre Fossey, né le 23 novembre 1901 à Gavarnie et décédé le 22 juillet 1976 à Montevideo, est un artiste peintre et illustrateur français ayant exercé des années 1920 aux années 1960.

## Biographie
Fils et petit-fils de peintres, Pierre Fossey effectue son service militaire au moment de l'Armistice de 1918 et est incorporé aux forces françaises d'occupation en Allemagne dans la région de Wiesbaden. Il commence une carrière d'artiste vers 1924 en illustrant des ouvrages et en réalisant des dessins pour des périodiques comme Le Rire. À la fin des années 1920, il contribue durant plusieurs années à l'hebdomadaire le Journal amusant, où l'on remarque son trait de crayon particulièrement sur les nus et visages de femmes. Il est aussi chargé de la plupart des bandeaux de rubriques du journal.
Il dessine des affiches pour la Loterie nationale — qui seront imprimées jusque durant l'Occupation.
Au milieu des années 1930, il s'installe à Buenos Aires, où il expose sous le nom de « Pierre Fossey-Valton » ses dessins et aquarelles, par exemple au  Salón Witcomb (1934). Il fonde la revue artistique trimestrielle Croquis en 1940 et qu'il dirige (5 numéros). Deux ans plus tôt, il rencontrait Itumelia García, originaire de l'Uruguay, qu'il épouse.
Il s'installe ensuite à Montevideo en 1957-1958, où il dessine, en paysagiste, plusieurs endroits de la ville de l'époque. Il produit de nombreuses illustrations pour des albums d'enfants, des documentations destinés aux touristes ou patrimoniales, etc.
Il meurt des suites d'une crise cardiaque à Montevideo. Ses descendants vivent au Brésil.

## Ouvrages illustrés
- Lucio Dornano, Messes païennes. Sonnets, 41 compositions, préface dessinée par Zyg Brunner, Paris, Éditions des Chansons de la Butte, 1924.
- Han Ryner, L'Amour plural, Paris, Radot, 1927 [couverture].
- Un des Quarante [pseud.], Petit Traité de l'amour coupable, Paris, Radot, 1928 [couverture].
- Cuentos Infantiles la Abeja : "Cuento" de C. Collodi & "Cuento" de Washington Irving, Editorial Tor, Buenos Aires, 1957.
- Aspectos de Montevideo tomados del natural, Publicación del Concejo departamental y de la Intendencia municipal de Montevideo, 1958.
- Montevideo de ayer y hoy, Intendencia municipal de Montevideo, 1976.
- Montevideo, album de 150 dessins à la plume, Montevideo, Ediciones Rex, [sans date].
- Punta del Este. 65 Láminas, Montevideo, Ediciones Berchesi y Mattos, [sans date].